# Tears Of Martyr
Tears Of Martyr es una banda española de metal sinfónico surgida en 1996.

## Miembros

### Actuales
- Berenice Musa – voz de soprano
- Miguel Ángel Marqués – guitarras y voz gutural
- Adrián Miranda – bajo
- Doramas Párraga – batería

### Pasados
- Armando J. Álvarez – voz masculina y bajo
- Javier Montesdeoca – guitarras
- Oscar Morante – guitarras
- Yeray Corujo – teclados

## Biografía
Tears Of Martyr surgió en Las Palmas de Gran Canaria en 1996. Ese mismo año publican su primera demo The Essence of Evil. En 2002 participan en los recopilatorios Plataforma de Grupos de Las Palmas y Unholy Cross Distribution XVII. Tras varios años de silencio publican en 2005 su segunda demo Renascence y en 2007 vuelven a aparecer en un recopilatorio denominado From the Vaults of Metal I & II. Desde ese mismo año 2007 el grupo reside en Madrid. En 2009 publican su primer disco Entrance y más tarde ese mismo año la soprano Berenice Musa es elegida ganadora en la categoría de la mejor vocalista femenina de una banda española según Metal Female Awards 2009. 
En 2012 anuncian que empezarían a grabar nuevo disco y se trasladan a los estudios New Sin de Italia. Ese nuevo disco se llamaría Tales y sería producido por Enrik García (Dark Moor). Tales vería la luz en 2013 bajo el sello discográfico Massacre Records.

## Discografía

### Demo
- The Essence Of Evil - 1996
- Renascence - 2005

### Álbumes
- Entrance - 2009
- Tales - 2013

### Sencillos
- Eyes to see, Heart to Feel - 2002
- Ancient Pine Awaits II - 2019

### Recopilaciones
- Plataforma de Grupos de Las Palmas - 2002
- Unholy Cross Distribution XVII - 2002
- From the Vaults of Metal I & II - 2007